# HAT-P-6b

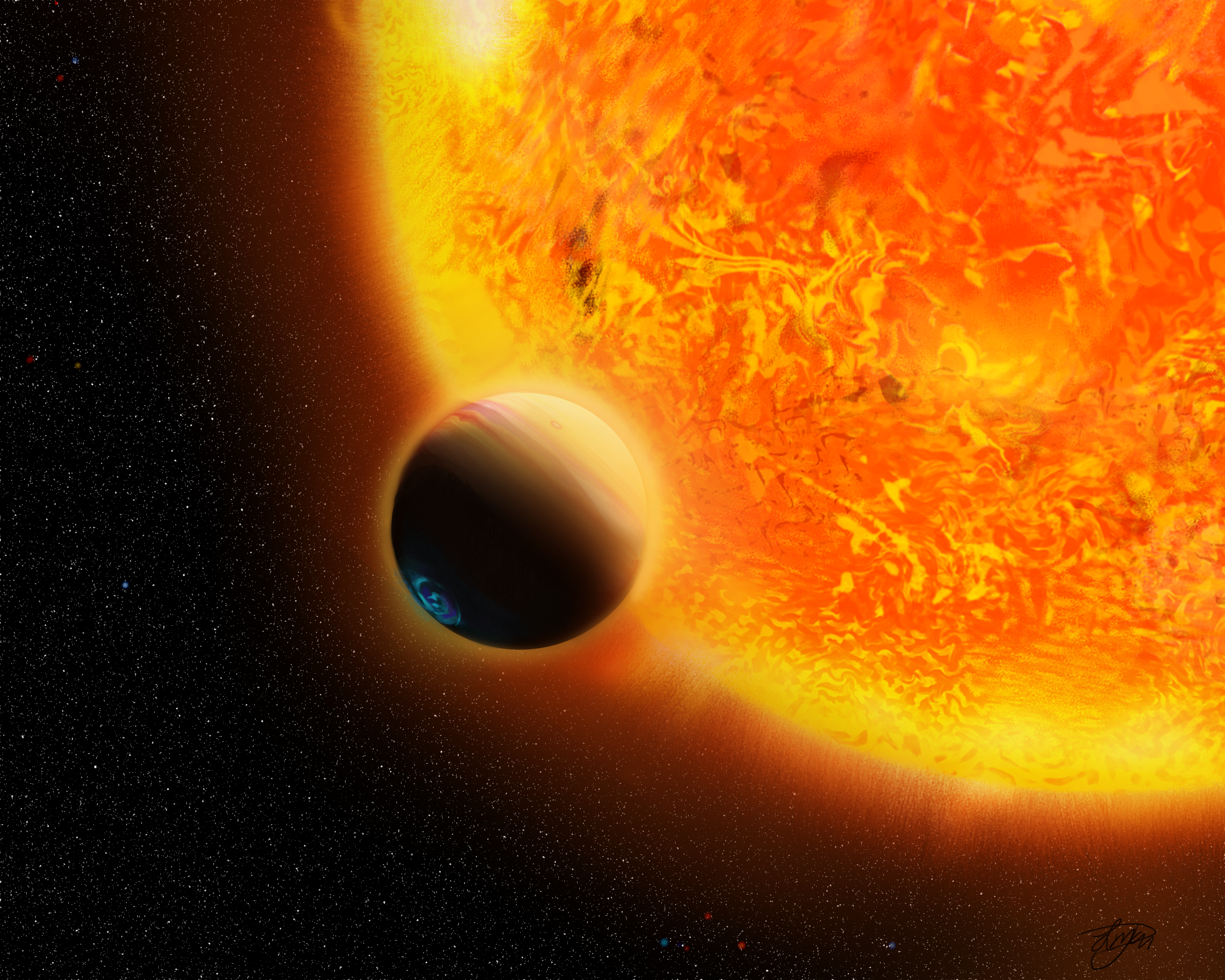

HAT-P-6b는 안드로메다자리 방향으로 지구로부터 약 650 광년 떨어져 있는 외계 행성이다. 이 행성은 트랜싯법을 이용하여 발견했다. 모항성은 분광형 F의 HAT-P-6이다. 이 뜨거운 목성은 모항성으로부터 약 783만 2,000 킬로미터 떨어져 있으며, 약 92시간 28분 17.9초에 모항성을 한 바퀴 돈다. 행성의 실제 질량은 목성보다 약 5.7 퍼센트 크며 반지름은 약 33 퍼센트 더 크다. 따라서 밀도는 0.45 g/cm3으로 물보다 작다.

## 발견 및 역사
2007년 10월 15일 노예스 연구진이 발견했다.

## 같이 보기
- HAT-P-4b
- HAT-P-5b

## 참고 문헌
- (영어) Noyes 연구진 (2008). “HAT-P-6b: A Hot Jupiter Transiting a Bright F Star” (요약). 《The Astrophysical Journal Letters》 673 (1): L79–L82. doi:10.1086/527358. (웹 인쇄본 보관됨 2019-06-09 - 웨이백 머신)